# Vječnost
Vječnost je metafizički koncept vremena. Kako unutar pojma vječnosti apriori nema početka i kraja (kauzalnosti) on se zbog svoje transcendentne biti udaljava od fizikalnog pojma vremena i ukazuje na finalističku ideju bezpočetnog i beskrajnog trajanja.  Unutar religioznih sistema pojam vječnosti ne podrazumijeva kvantitet općeg postojanja, već promišlja nestvoreni (duhovni) kvalitet `vječnog` božjeg bića.